# Karel Bernadotte
Karel Gustav Oskar Frederik Kristián, princ Bernadotte (10. ledna 1911 – 27. června 2003), původně princ Karel, vévoda z Östergötlandu, byl nejmladší dítě a jediný syn prince Karla Švédského a dánské princezny Ingeborg a nakonec člen belgické šlechty. Aby se odlišil od svého otce, byl široce známý jako Karel Junior. Byl bratrem princezny Markéty Švédské, belgické královny Astrid a norské korunní princezny Marty.

## Manželství a ztráta postavení
Když se princ Karel 6. července 1937 v Kvillinge ve Švédsku oženil s hraběnkou Elsou von Rosen (1904–1991), musel se vzdát nástupnických práv a královských titulů. Byla dcerou hraběte von Rosen a bývalou manželkou dalšího hraběte von Rosen. Karlův švagr, král Leopold III. Belgický, mu ke stejnému datu udělil titul princ Bernadotte s právem na hraběcí titul pro jeho potomky v mužské linii. Měli jednu dceru, která se jmenovala hraběnka Madeleine Bernadottová (* 8. října 1938, Stockholm) a v roce 1951 se rozvedli. Prostřednictvím své dcery byl dědečkem belgické herečky Astrid Whettnallové.
Podruhé se oženil 1. listopadu 1954 s Ann Margaretou Larssonovou (1921–1975) v Danderydu ve Švédsku. Rozvedli se v roce 1961. Manželství bylo bezdětné. Jeho třetí a poslední sňatek se konal na švédském velvyslanectví v Rabatu v Maroku 8. června 1978, kdy se oženil s Kristine Rivelsrudovou.
Karel zemřel 27. června 2003 ve věku 92 let v Málaze ve Španělsku. Byl posledním žijícím vnukem Oskara II. Švédského a posledním žijícím pravnukem Oskara I. Švédského. Jeho manželka, princezna Kristine Bernadottová, zemřela v jejich domě ve Villa Capricornio v Benalmádeně ve Španělsku 4. listopadu 2014 ve věku 82 let bez potomků.

## Husebyský skandál
Karel Bernadotte byl aktérem Husebyského skandálu, ke kterému došlo koncem 50. let 20. století ve Švédsku. Karel a další podezřelí získali důvěru Florence Stephensové, bohaté postarší dědičky velkého panství poblíž Växjö v jižním Švédsku. Složitý soubor kriminálních transakcí vedl ke zruinování Stephensové a přivedl Karla a ostatní před soud. Karel byl zproštěn viny, navzdory svému úplnému doznání – bylo přihlédnuto k tomu, že neměl žádný špatný úmysl. Karel opustil Švédsko krátce po soudu a zbytek svého života strávil ve Španělsku.

## Vyznání a erb

### Vyznamenání
- Švédsko:[4]
  - Rytíř Řádu Serafínů, 10. ledna 1911
  - Rytíř Řádu Karla XIII., 10. ledna 1911
- Belgie: Velkostuha Řádu Leopolda[5]
- Dánsko: Rytíř Řádu slona, 5. prosince 1933
- Japonské císařství: Velkostuha Řádu vycházejícího slunce[5]
- Norsko: Velkokříž Řádu svatého Olafa, s límcem, 19. března 1929[6]

### Erb
| Erb prince Karla, vévody z Östergötlandu v letech 1911 až 1937 | Erb Karla Bernadotte po roce 1937 |

## Vývod z předků
|                  |                                    |  |                                                               |                                    |  |  |  |  |  |  |  | Karel XIV. |
|                  |                                    |  |                                                               |                                    |  |  |  |  |  |  |  |            |
|                  | Oskar I.                           |  |                                                               |                                    |  |  |  |  |  |  |  |            |
|                  |                                    |  |                                                               |                                    |  |  |  |  |  |  |  |            |
|                  |                                    |  |                                                               | Désirée Clary                      |  |  |  |  |  |  |  |            |
|                  |                                    |  |                                                               |                                    |  |  |  |  |  |  |  |            |
|                  | Oskar II. Švédský                  |  |                                                               |                                    |  |  |  |  |  |  |  |            |
|                  |                                    |  |                                                               |                                    |  |  |  |  |  |  |  |            |
|                  |                                    |  |                                                               | Evžen de Beauharnais               |  |  |  |  |  |  |  |            |
|                  |                                    |  |                                                               |                                    |  |  |  |  |  |  |  |            |
|                  | Joséphine de Beauharnaisová mladší |  |                                                               |                                    |  |  |  |  |  |  |  |            |
|                  |                                    |  |                                                               |                                    |  |  |  |  |  |  |  |            |
|                  |                                    |  |                                                               | Augusta Bavorská                   |  |  |  |  |  |  |  |            |
|                  |                                    |  |                                                               |                                    |  |  |  |  |  |  |  |            |
|                  | Karel Švédský                      |  |                                                               |                                    |  |  |  |  |  |  |  |            |
|                  |                                    |  |                                                               |                                    |  |  |  |  |  |  |  |            |
|                  |                                    |  |                                                               | Fridrich Vilém Nasavsko-Weilburský |  |  |  |  |  |  |  |            |
|                  |                                    |  |                                                               |                                    |  |  |  |  |  |  |  |            |
|                  | VIlém I. Nasavský                  |  |                                                               |                                    |  |  |  |  |  |  |  |            |
|                  |                                    |  |                                                               |                                    |  |  |  |  |  |  |  |            |
|                  |                                    |  |                                                               | Luisa Isabela z Kirchbergu         |  |  |  |  |  |  |  |            |
|                  |                                    |  |                                                               |                                    |  |  |  |  |  |  |  |            |
|                  | Žofie Nasavská                     |  |                                                               |                                    |  |  |  |  |  |  |  |            |
|                  |                                    |  |                                                               |                                    |  |  |  |  |  |  |  |            |
|                  |                                    |  |                                                               | Pavel Württemberský                |  |  |  |  |  |  |  |            |
|                  |                                    |  |                                                               |                                    |  |  |  |  |  |  |  |            |
|                  | Pavlína Württemberská              |  |                                                               |                                    |  |  |  |  |  |  |  |            |
|                  |                                    |  |                                                               |                                    |  |  |  |  |  |  |  |            |
|                  |                                    |  |                                                               | Šarlota Sasko-Hildburghausenská    |  |  |  |  |  |  |  |            |
|                  |                                    |  |                                                               |                                    |  |  |  |  |  |  |  |            |
| Karel Bernadotte |                                    |  |                                                               |                                    |  |  |  |  |  |  |  |            |
|                  |                                    |  |                                                               |                                    |  |  |  |  |  |  |  |            |
|                  |                                    |  | Fridrich Vilém Šlesvicko-Holštýnsko-Sonderbursko-Glücksburský |                                    |  |  |  |  |  |  |  |            |
|                  |                                    |  |                                                               |                                    |  |  |  |  |  |  |  |            |
|                  | Kristián IX. Dánský                |  |                                                               |                                    |  |  |  |  |  |  |  |            |
|                  |                                    |  |                                                               |                                    |  |  |  |  |  |  |  |            |
|                  |                                    |  |                                                               | Luisa Karolína Hesensko-Kasselská  |  |  |  |  |  |  |  |            |
|                  |                                    |  |                                                               |                                    |  |  |  |  |  |  |  |            |
|                  | Frederik VIII. Dánský              |  |                                                               |                                    |  |  |  |  |  |  |  |            |
|                  |                                    |  |                                                               |                                    |  |  |  |  |  |  |  |            |
|                  |                                    |  |                                                               | Vilém Hesensko-Kasselský           |  |  |  |  |  |  |  |            |
|                  |                                    |  |                                                               |                                    |  |  |  |  |  |  |  |            |
|                  | Luisa Hesensko-Kasselská           |  |                                                               |                                    |  |  |  |  |  |  |  |            |
|                  |                                    |  |                                                               |                                    |  |  |  |  |  |  |  |            |
|                  |                                    |  |                                                               | Luisa Šarlota Dánská               |  |  |  |  |  |  |  |            |
|                  |                                    |  |                                                               |                                    |  |  |  |  |  |  |  |            |
|                  | Ingeborg Dánská                    |  |                                                               |                                    |  |  |  |  |  |  |  |            |
|                  |                                    |  |                                                               |                                    |  |  |  |  |  |  |  |            |
|                  |                                    |  |                                                               | Oskar I.                           |  |  |  |  |  |  |  |            |
|                  |                                    |  |                                                               |                                    |  |  |  |  |  |  |  |            |
|                  | Karel XV. Švédský                  |  |                                                               |                                    |  |  |  |  |  |  |  |            |
|                  |                                    |  |                                                               |                                    |  |  |  |  |  |  |  |            |
|                  |                                    |  |                                                               | Joséphine de Beauharnaisová mladší |  |  |  |  |  |  |  |            |
|                  |                                    |  |                                                               |                                    |  |  |  |  |  |  |  |            |
|                  | Luisa Švédská                      |  |                                                               |                                    |  |  |  |  |  |  |  |            |
|                  |                                    |  |                                                               |                                    |  |  |  |  |  |  |  |            |
|                  |                                    |  |                                                               | Fridrich Oranžsko-Nasavský         |  |  |  |  |  |  |  |            |
|                  |                                    |  |                                                               |                                    |  |  |  |  |  |  |  |            |
|                  | Luisa Oranžsko-Nasavská            |  |                                                               |                                    |  |  |  |  |  |  |  |            |
|                  |                                    |  |                                                               |                                    |  |  |  |  |  |  |  |            |
|                  |                                    |  |                                                               | Luisa Pruská                       |  |  |  |  |  |  |  |            |
|                  |                                    |  |                                                               |                                    |  |  |  |  |  |  |  |            |